# Wervik
Wervik là một đô thị ở tỉnh Tây Flanders. Đô thị này gồm thành phố Wervik and Thị trấn Geluwe. Tại thời điểm ngày 1 tháng 1 năm 2006, Wervik có dân số 17.607 người. Tổng diện tích là 43.61 km² với mật độ dân số là 404 người trên mỗi km². Khu vực này nổi tiếng với thuốc lá và có một bảo tàng thuốc lá.

## Cư dân địa phương nổi tiếng
- Yves Leterme, Thủ tướng Bỉ
- Wim Delvoye, nghệ sĩ
- Ronny Coutteure, nghệ sĩ
- Joseph Demuysere, tuyển thủ đua xe đạp, thắng cuộc Milan-Sanremo